# 科学の碑
科学の碑（かがくのひ、英: The Stone Monument of Science）とは、新潟県魚沼市の法林山東養寺の裏山にある、仮説実験授業の成果を記念する石碑である。記念碑と墓碑を兼ねている。仮説実験授業研究会を中心とする有志の人々の寄付によって建設され、1990年（平成2年）5月4日に完成した。仮説と実験の碑とも呼ばれる。

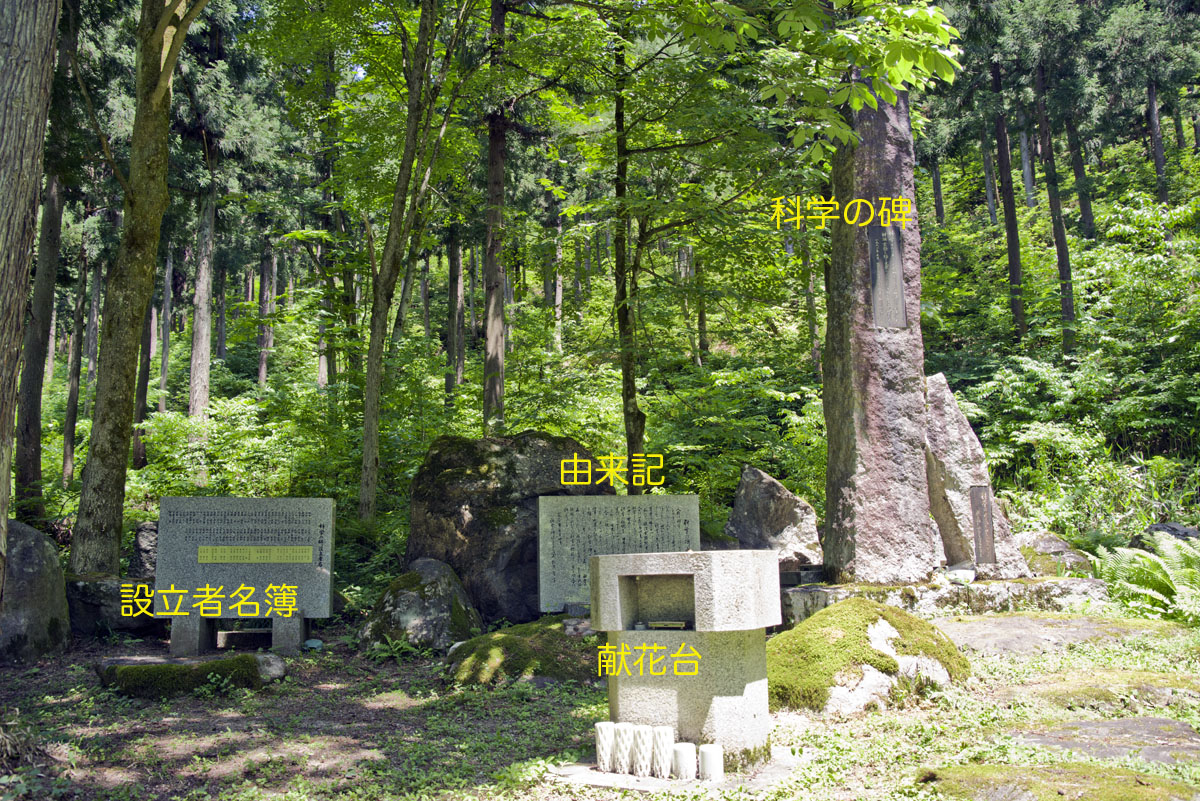
科学の碑全景

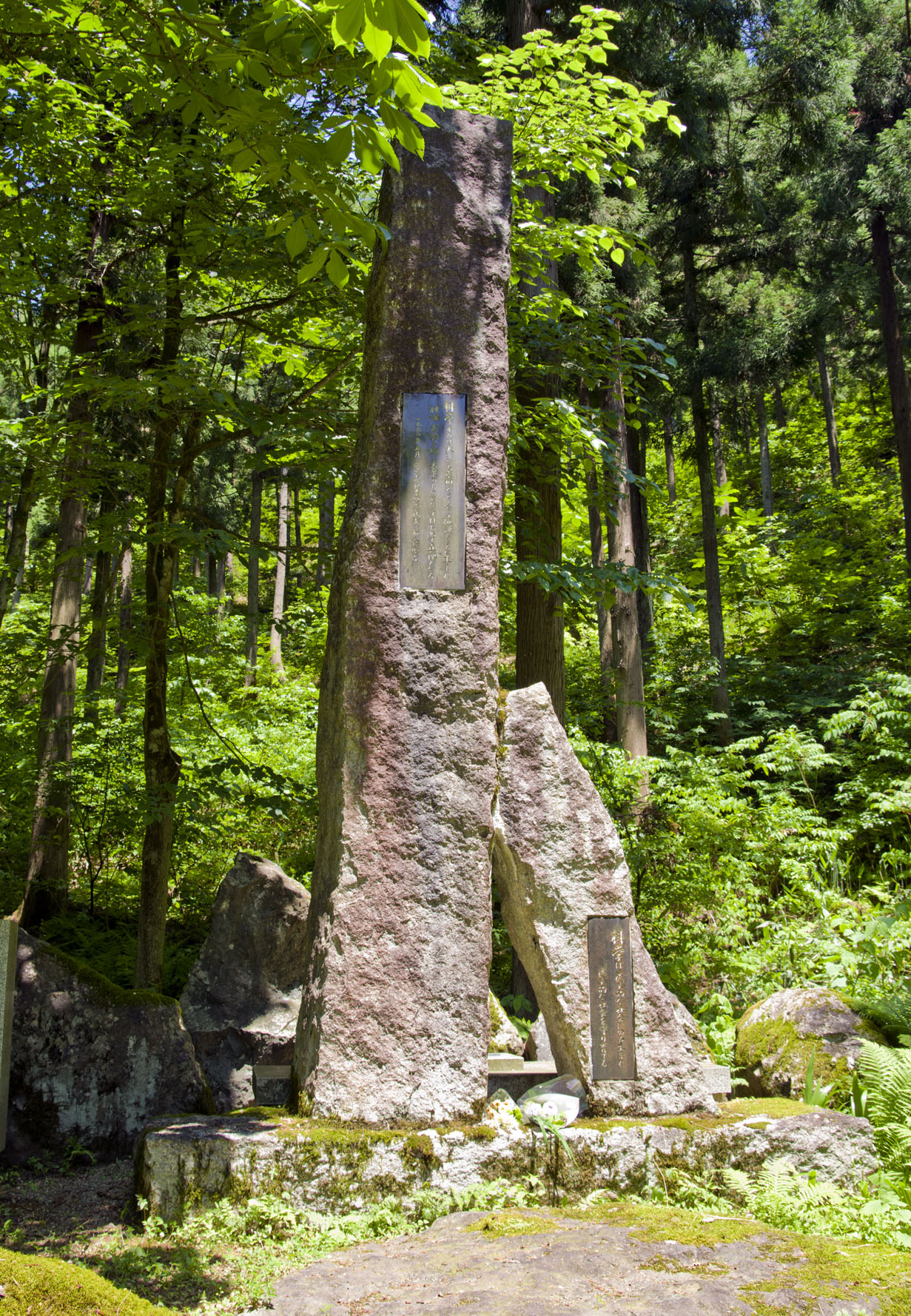
科学の碑。2本の石柱により「人」の文字を型取る

## 概要

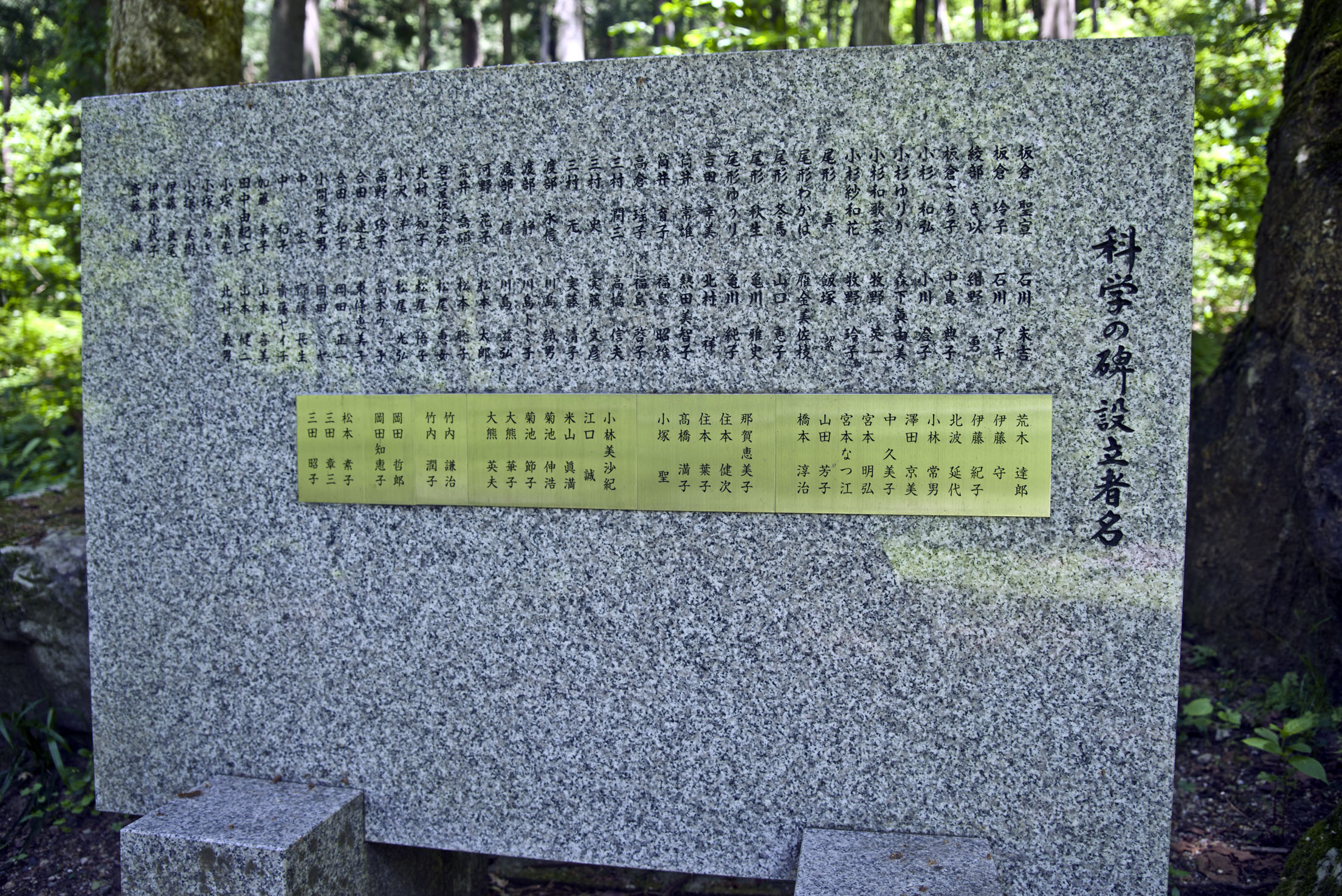
科学の碑設立者名簿

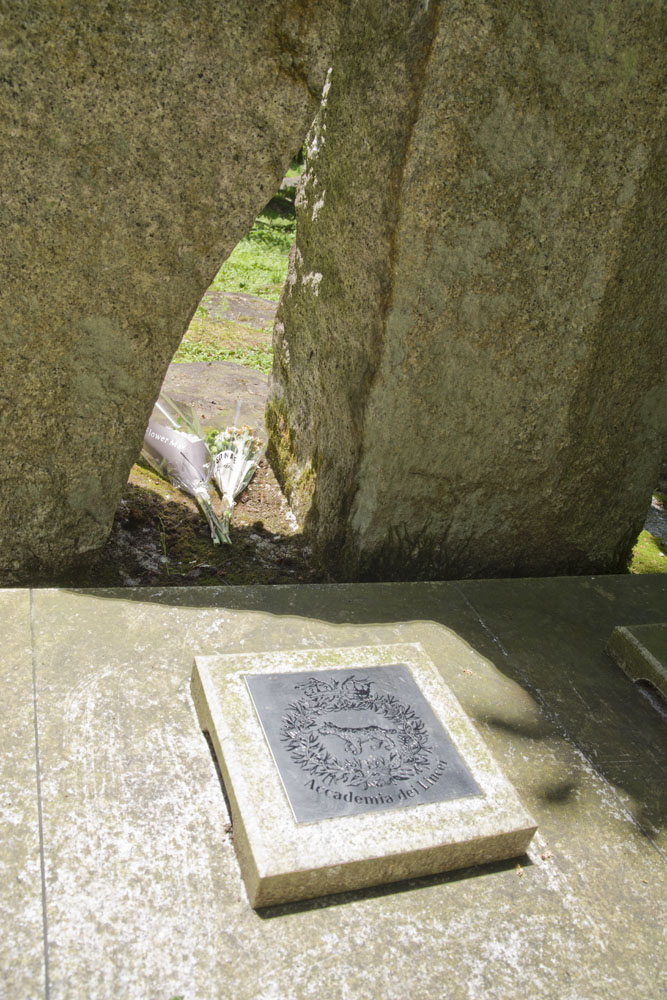
科学の碑の納骨スペース。仮説実験授業研究会のマークが描かれている。このマークは17世紀にガリレオ・ガリレイが属していた、「山猫学会」の紋章から採られている。

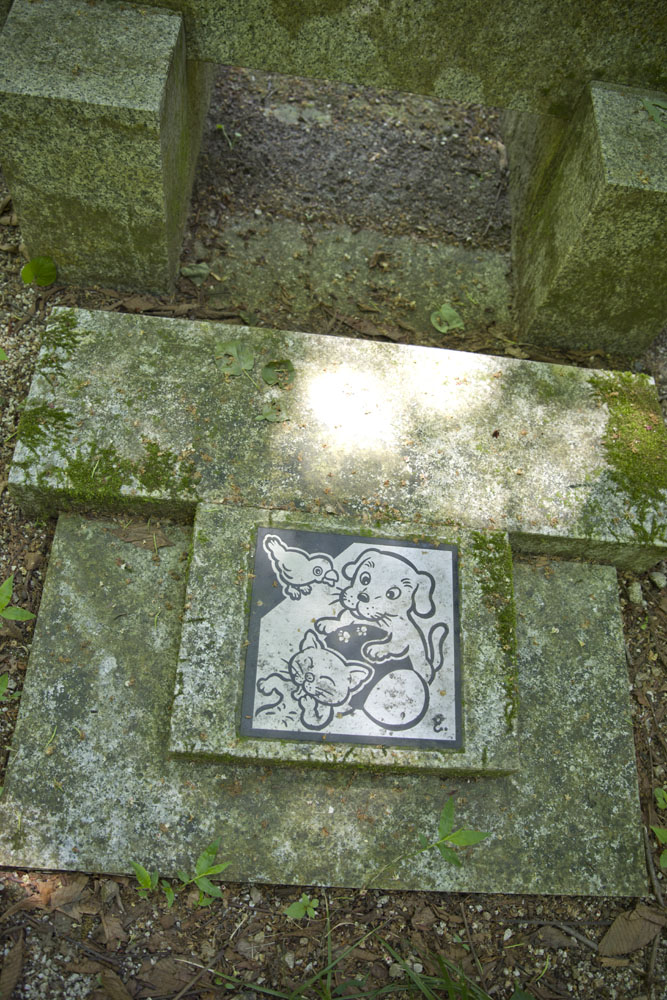
ペット用の納骨スペース。絵は仮説実験授業研究会会員の藤森知子が描いた。

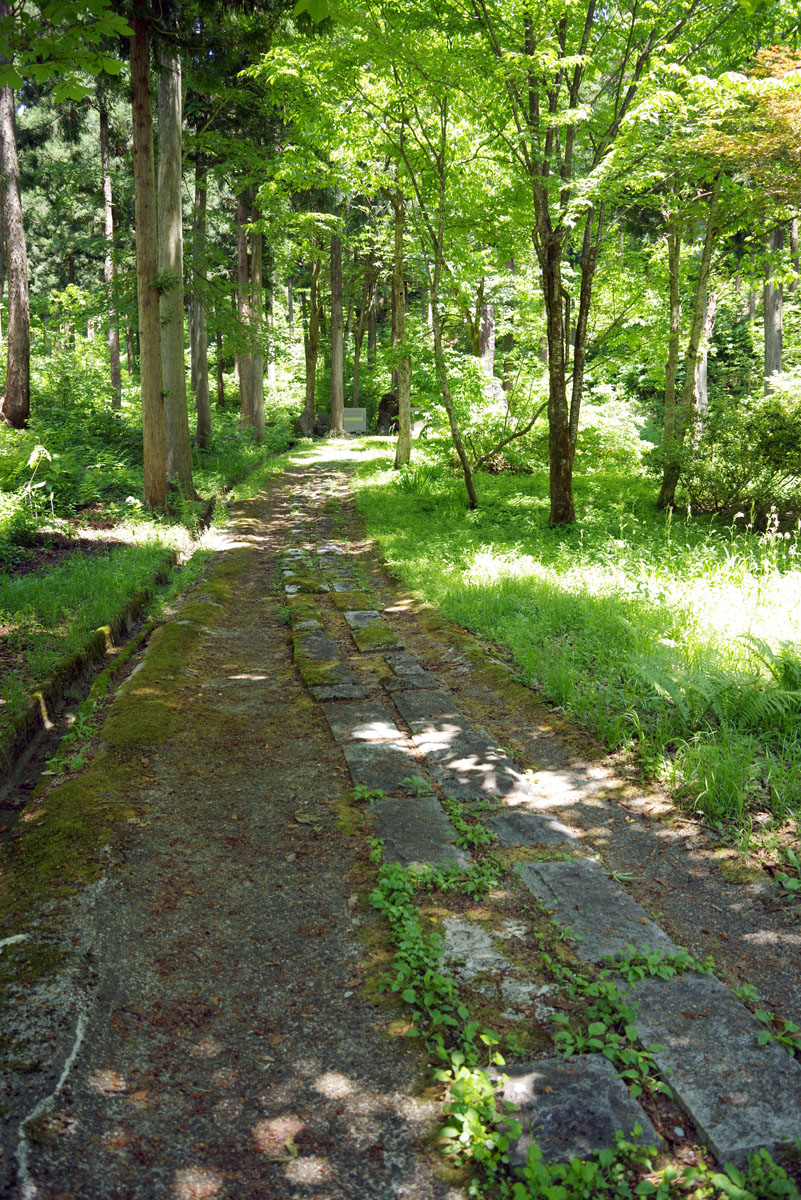
科学の碑へ向かう歩道

科学の碑は新潟県魚沼市大沢の宝林山東養寺の裏山にあり、「人」の文字を形作るように御影石の柱2本が組み合わされた高さ6mの石碑である。科学を専門にする人だけでなく、誰にでもたのしく科学を学ぶことができる授業として1963年に提唱された仮説実験授業の成果を記念し、これまで親しみの持てないと思われていた科学を、文学碑ぐらいには親しんでもらおうと建てられた。
この碑を中心として東養寺の裏山に1周約2時間の自然散策道の「科学の森」（菩薩の森）がある。1993年に科学の碑記念会館（法林山信徒会館）が併設され、科学読み物、仮説実験授業と月刊誌『たのしい授業』の文献、実験道具を保存展示している。記念会館では仮説実験授業研究会のサークルやさまざまな講座が開かれている。
また、この記念碑は墓碑の機能も持っており献花台も備えられている。科学の碑運営委員会に建設分担金や埋葬・永代管理費用などを支払えば、宗教、思想、檀家とは関係なく納骨することができる。これまでに、2018年に死去した板倉聖宣や2022年に死去した松本キミ子など、多くの仮説実験授業研究会関係者が納骨されている。

## 碑文

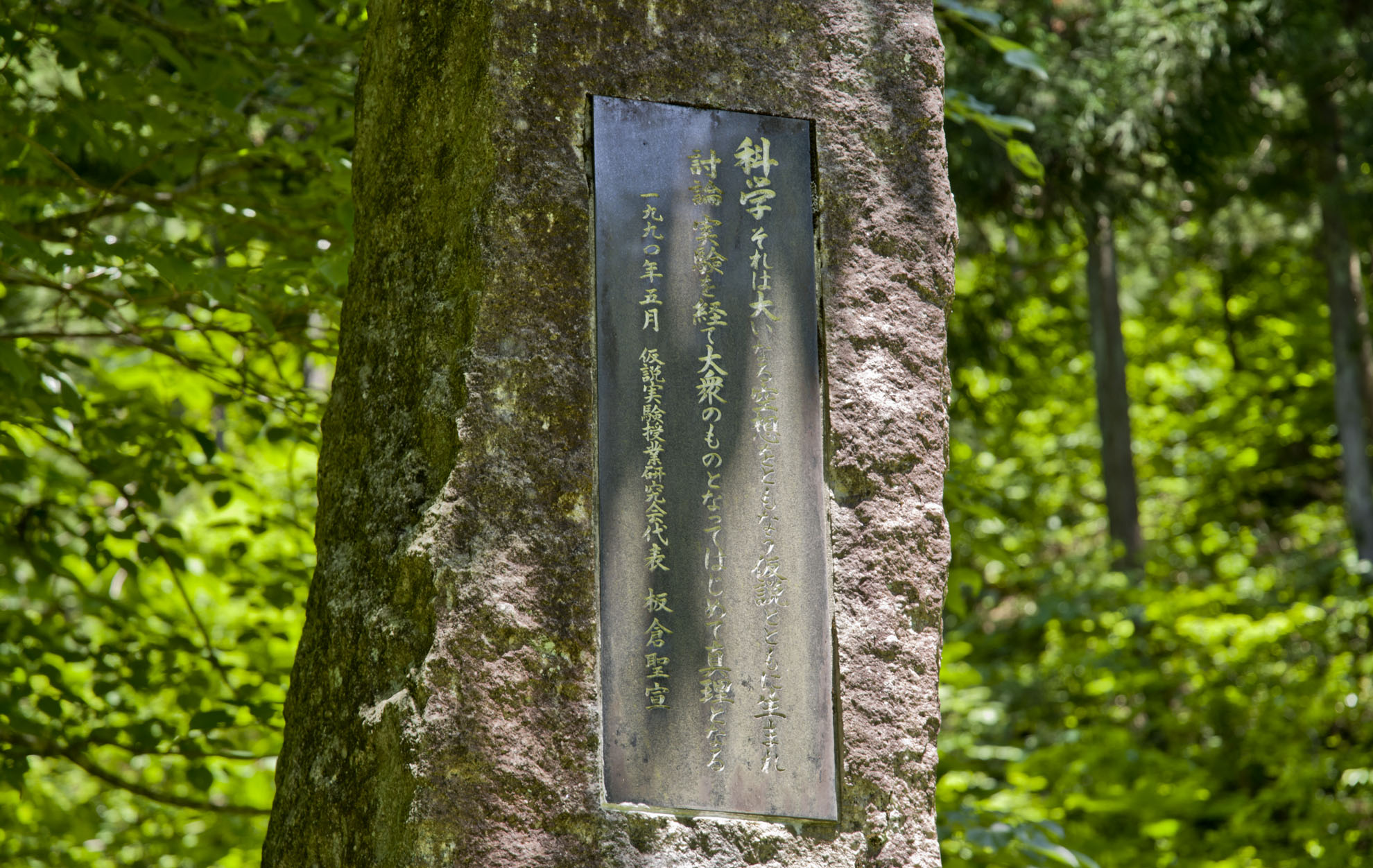
科学の碑の碑文・左

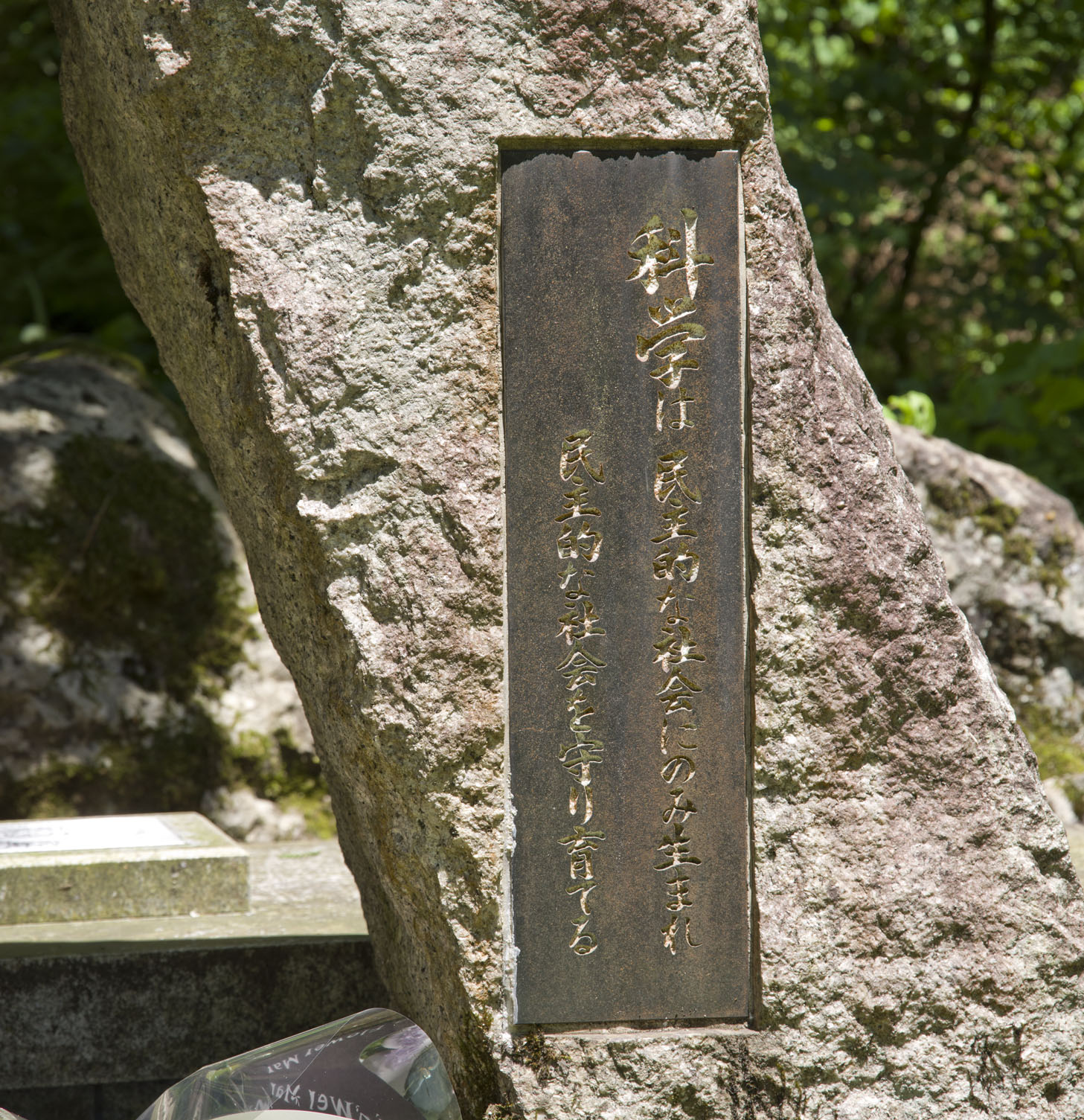
科学の碑の碑文・右

石碑には上部と下部に板倉聖宣の言葉が刻まれている。碑文と由来記の文字は細井心円が毛筆で書いた。
石の上部の内容は、
1. 科学は大いなる空想をともなう仮説とともに生まれたこと。
2. 科学は討論・実験を経て、大衆のものとなって、はじめて真理となること。

また、石の下部の碑文は、
1. 科学は民主的な社会にのみ生まれること。
2. 科学は民主的な社会を守り育てること。

が宣言されている。

## 由来記

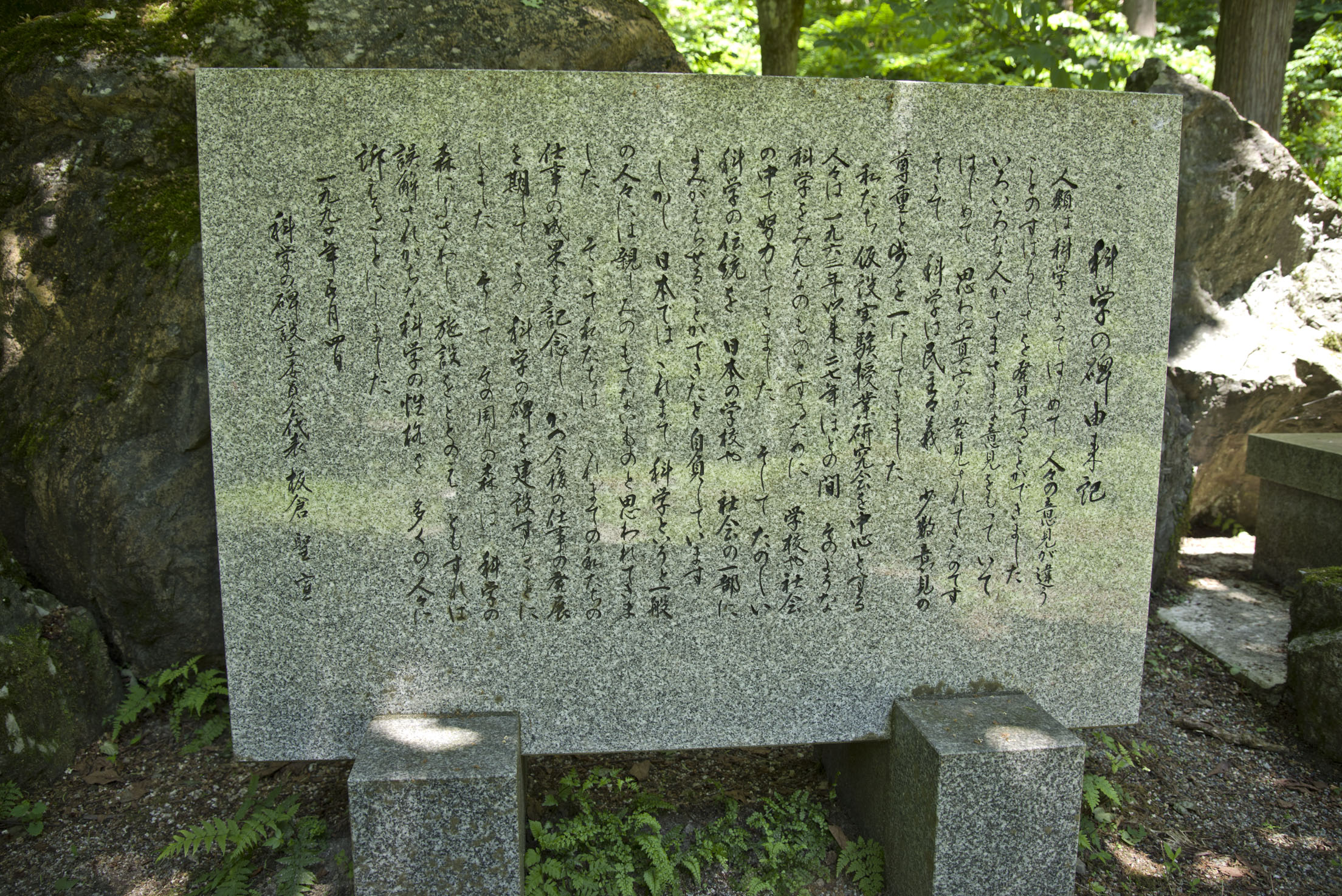
科学の碑由記

由来記の石碑には1990年5月4日の日付で板倉聖宣の言葉が刻まれている。そこには、
1. 人類は科学によってはじめて、〈人々の意見が違うことのすばらしさ〉を発見することができ、科学は民主主義すなわち少数意見の尊重とともに歩んできたこと。
2. 仮説実験授業研究会を中心とする人々は、科学をみんなのものとするために、学校や社会の中で努力し、〈たのしい科学の伝統〉を日本の科学や社会の一部によみがえらせることができた。
3. 日本ではこれまで科学というと、一般の人々には親しみのもてないものと思われてきた。そこで私たちは、これまでの研究会の仕事の成果を記念し、今後の仕事の発展を期することで、誤解されがちな科学の性格を多くの人に訴えることにした。

という趣旨のことが述べられて老いる。

## 科学の碑記念会館

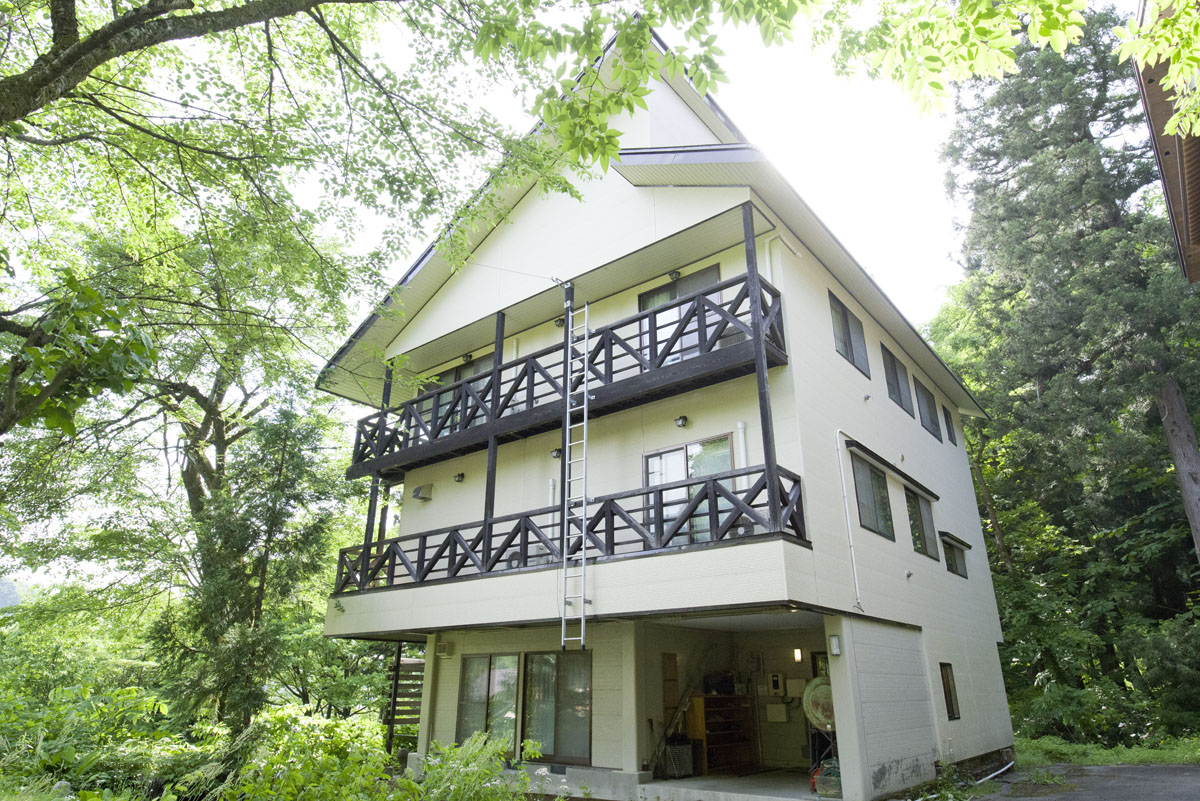
科学の碑記念会館。

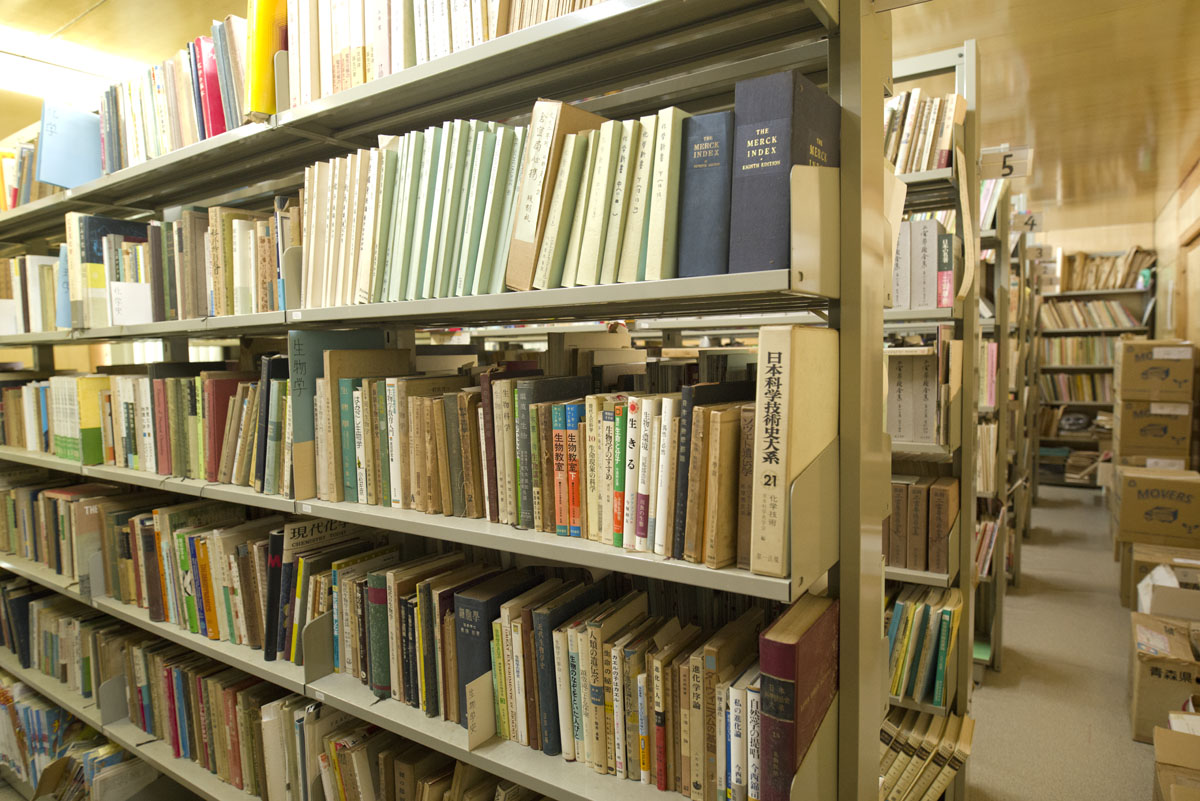
科学の碑記念会館2階の書庫。板倉聖宣の蔵書が収納されている。

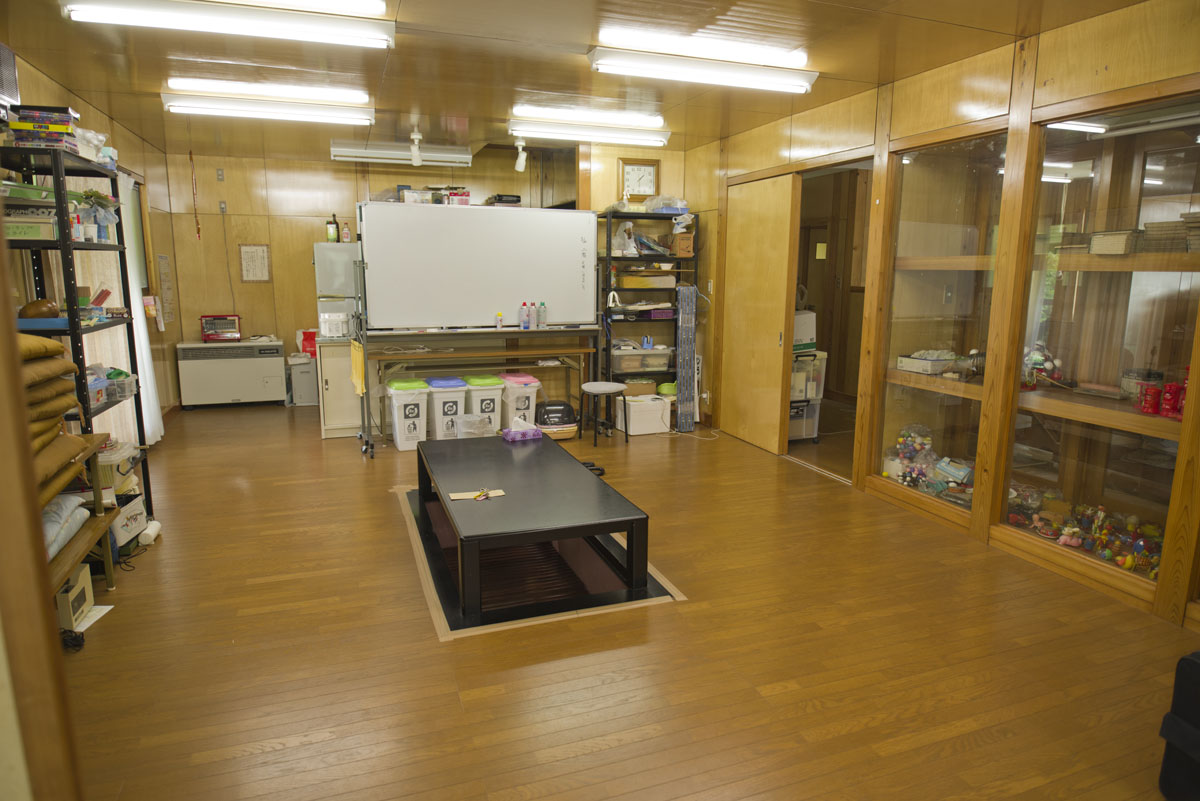
科学の碑記念会館3階のサークル用スペース。

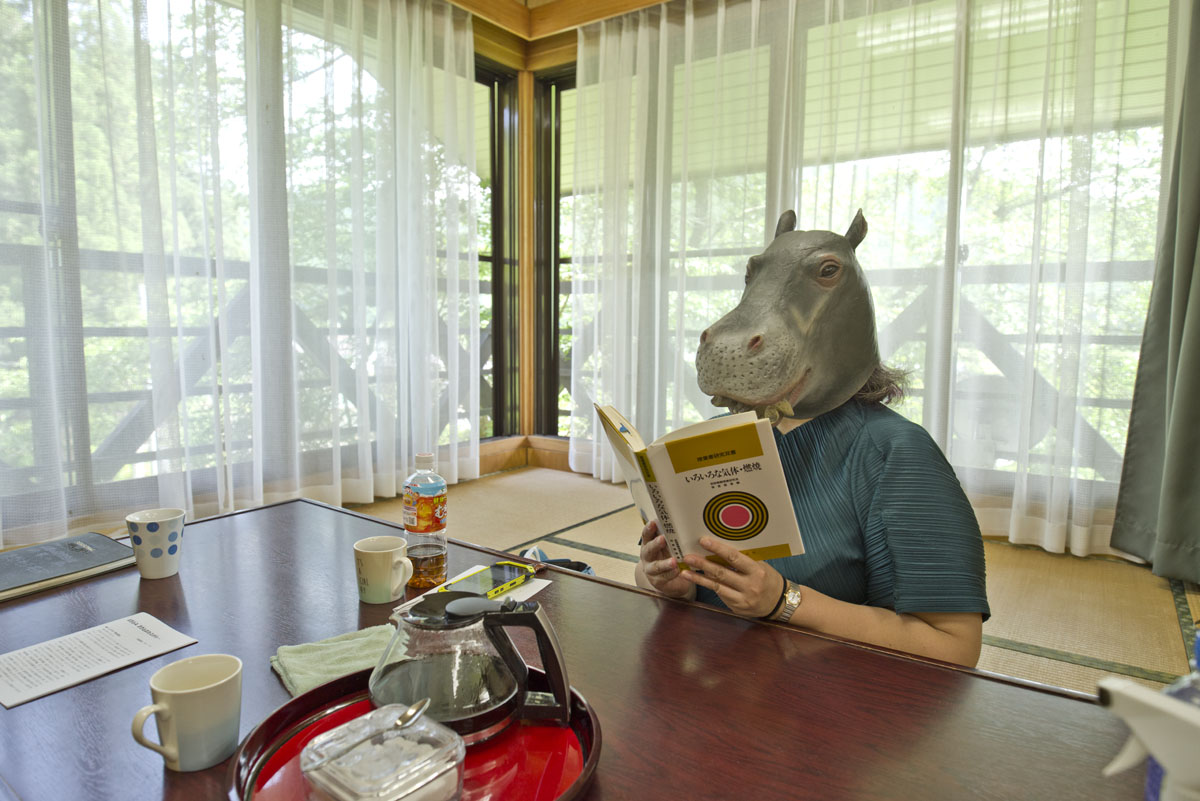
科学の碑記念会館3階の畳部屋。休憩室。

宝林山信徒会館ともいう。東養寺の入り口にある3階建ての建物。1階は20～30人ほどの集会ができる講座室になっているほか、コピー機も設置されている。2階は板倉聖宣の蔵書を中心とした、教育関係の文献が集められ、古い科学読みものや、これまで日本の学校で使われてきた教科書などの貴重書が収められている。これらの蔵書の閲覧には科学の碑運営委員会の許可が必要である。蔵書の持ち出しは禁止されているが、会館内でコピーを取ることができる。蔵書の整理が有志によって進められており、整理の終わった分の蔵書リストは、科学の碑公式サイト（外部リンク参照）で見ることができる。
3階は掘りごたつのある畳敷き和室と板敷の部屋になっており、少人数のサークル活動や、休憩室として使われている。
記念会館の機能は、
1. 科学の碑に立ち寄る人の休憩所。
2. 仮説実験授業関係の資料室。
3. 地元のサークル・子どもたちの集会所。

の3つが想定された。宿泊に関しては管理上の問題から、魚沼市の温泉や宿泊施設の利用を推奨している。

## 科学の森
菩薩の森ともいう。東養寺裏山にもうけられた遊歩道。一見して一番高く見える山を「まちがい山（誤謬山）」（356m）、その奥の一番高い山を「宝林山」（384m）と呼ぶ。それらを結ぶ1周約2時間のハイキングコースが整備され、春は植物と野鳥、秋は落ち葉と冬鳥と、四季折々の自然に触れることができる。豪雪地帯のため冬期に歩くのは困難である。

## 沿革

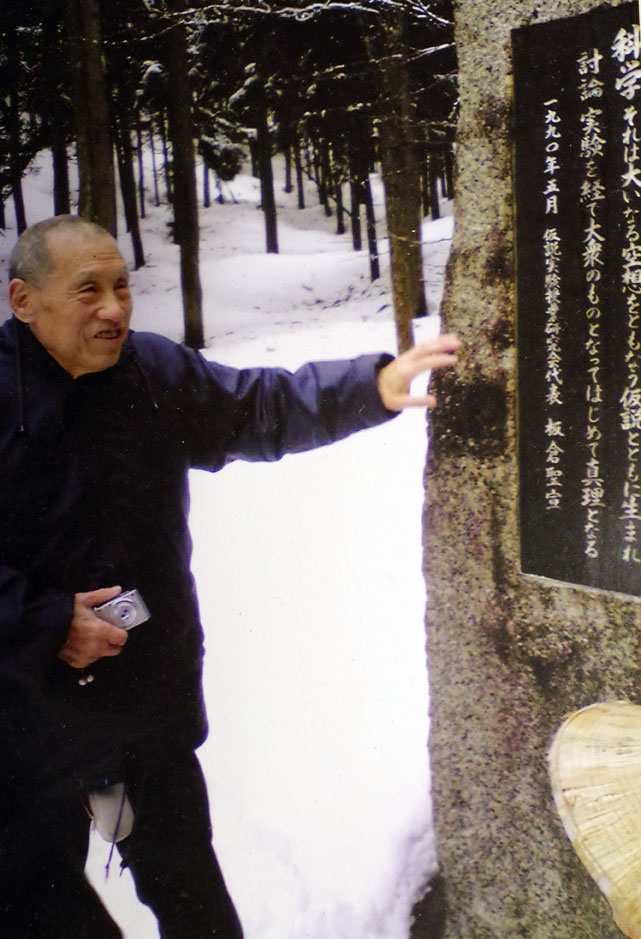
科学の碑と細井心円。普段は手が届かない高さにある碑文が、雪に埋もれてこの高さになっている。

- 1989年1月、科学の碑の構想が発表される。

文学碑のように科学の碑があれば良いと考えていたところに、仮説実験授業研究会の会員で、小学校で仮説実験授業を教えてきた、東養寺住職の細井心円から「寺の裏山を使って何かできないか」という提案があった。東養寺のある新潟県湯之谷村（当時）村役場から、「公園墓地」設置の申し出があり、それを機会に科学の碑設置の具体化が始まった。
- 1990年1月、建設費募金が始まる。

1989年末に主要な石が設置されたのを機に、建設資金の募金活動が「科学の碑発起人会」によって始まった。石碑が「高さ6mの細長い石を人の形に組んだもの」であることや、背後の山全体を利用することも発表された。
- 1990年6月、科学の碑完成が発表される。

1990年5月4日に湯之谷村で科学の碑の披露会が催された。主催は「科学の碑設立委員会」、協賛は「湯之谷村」であった。碑文と由来記の内容も公開された。披露会には湯之谷村村長をはじめ、仮説実験授業研究会からの挨拶があった。大沢小学校の講堂で板倉聖宣、大沢加工(株)などの講演が行われた。並行して小学校では設立記念パーティーが開かれ150名ほどの参加者が餅つきや、もの作りなどの行事を楽しんだ。
- 1993年7月、科学の碑記念資料館（仮称）の建設が発表される。

科学の碑の二次募集がすんだ時点で多少の資金的余裕ができたこと、地元も賛成してくれたこと、細井心円の私有地を使えるようになったことなどで、記念会館の建設が具体化した。建物の目的として「科学教育に関係する貴重な図書・実験道具やおもちゃを保管し、研究者が閲覧できる場所」「簡単な実験ができて、25名ほどの小さな集会ができる場所」という方針が打ち出された。宿泊施設の要望については「管理運営が大変な事」「近くに温泉や宿泊施設が多いこと」を理由に見送られた。
- 1994年1月、科学の碑記念会館の完成が発表される。

1993年11月13日から14日に、科学の碑記念会館・完成記念式典が行われた。式典には全国から160人あまりの人と村人が参加した。東養寺檀家代表の星覚の講演で「科学の碑記念会館は平成の三重の塔」という言葉は関係者を深く感銘させた。つづけてホテルゆのたに荘で「仮説実験授業の入門講座」が行われ、盛況のうちに終わった。
- 2000年1月、科学の碑10周年記念の研究会開催。

科学の碑建設から10周年となり、研究会を開催すると同時に第4次の「同人会」募集が行われた。
- 2015年6月、心円祭が開かれる。

この年から科学の碑のまわりで研究会／お楽しみ会、通称「心円祭（しんえんさい）」が行われるようになった。